# Auma-Weidatal
Auma-Weidatal é um município da Alemanha, situado no distrito de Greiz, no estado da Turíngia. Tem 55,75 km² de área, e sua população em 2019 foi estimada em 3.441 habitantes. Foi formado em 1 de dezembro de 2011 após a fusão dos antigos municípios de Auma, Braunsdorf, Göhren-Döhlen, Staitz e Wiebelsdorf.